# Magdalena Kučerová
Magdalena Kučerová (* 6. října 1976 Praha) je bývalá německá tenistka českého původu. V rámci okruhu ITF získala jeden titul ve dvouhře a osm titulů ve čtyřhře.
Sportovní kariéru začala v roce 1994 a nejvyšší příčky dosáhla v březnu 2002 ve čtyřhře, kdy v žebříčku postoupila na 157. místo. Profesionální kariéru ukončila v roce 2008.